# Sídlisko KVP
Sídlisko KVP  est un des quartiers de la ville slovaque de Košice.

## Étymologie
KVP est l'abréviation de Košický vládny program, en français Programme du gouvernement de Košice (accord signé en 1945 organisant la Tchécoslovaquie d'après-guerre). Sídlisko signifie cité d'immeubles résidentiels.

## Transport
Le quartier est relié au centre-ville par des trolleybus.